# هورست والتر (رسام)
هورست والتر (بالألمانية: Horst Walter)‏ هو رسام وفنان ألماني، ولد في 14 يونيو 1936 في برلين في ألمانيا، وتوفي بنفس المكان في 15 مايو 2012.